# Clivinina
Sous-tribu
Synonymes
- Forcipatorina Bänninger, 1938
- Clivinidia Rafinesque, 1815
- Oxystomides Putzeys, 1867
- Oxystomina Csiki, 1927

Les Clivinina sont une  sous-tribu de coléoptères de la famille des Carabidae, de la sous-famille des Scaritinae et de la tribu des Clivinini.

## Genres
Afroclivina - 
Afrosyleter - 
Ancus - 
Basilewskyana - 
Bohemaniella - 
Brachypelus - 
Cameroniola - 
Camptidius - 
Camptodontus - 
Climax - 
Clivina - 
Clivinarchus - 
Coryza - 
Cryptomma - 
Forcipator - 
Halocoryza - 
Kearophus - 
Kultianella - 
Lachenus - 
Leleuporella - 
Lophocoryza - 
Mesus - 
Nannoryctes - 
Nyctosyles - 
Obadius - 
Orictites - 
Oxydrepanus - 
Oxygnathopsis - 
Oxygnathus - 
Paracoryza - 
Platysphyrus - 
Pseudoclivina - 
Psilidius - 
Pyramoides - 
Rhysocara - 
Rugiluclivina - 
Schizogenius - 
Semiclivina - 
Sinesetosa - 
Sparostes - 
Stratiotes - 
Syleter - 
Thliboclivina - 
Whihteheadiana